# Bachmannia woodii
Bachmannia woodii  es una especie de arbusto  y el único miembro del género monotípico Bachmannia, perteneciente a la familia Capparaceae. Es originaria del sur de África. 

## Descripción
Es un árbol perennifolio o un arbusto trepador que alcanza un tamaño de  1 - 3 m de altura a una altitud de 15-300 m s. n. m. en Sudáfrica y Mozambique.

## Taxonomía
Bachmannia woodii fue descrita por Ferdinand Albin Pax y publicado en Botanische Jahrbücher für Systematik, Pflanzengeschichte und Pflanzengeographie 33(1): 204. 1902.
Sinonimia
- Bachmannia major Pax
- Bachmannia minor Pax
- Maerua woodii Dur. & Schinz
- Niebuhria woodii Oliv. basónimo[3]